# مهرنوش مزارعی
مهرنوش مزارعی (متولد ۱۳۳۰، تهران) نویسنده ایرانی ساکن آمریکا و پیرو سبک ساده‌نویسی است.

## زندگی‌نامه
مهرنوش مزارعی در سال ۱۳۳۰ در تهران به دنیا آمد اما سال‌های کودکی و نوجوانیش را در شیراز و بنادر جنوب ایران گذراند. دورهٔ لیسانس را در زادگاهش تهران به پایان رساند. وی در سال ۱۳۵۸ (۱۹۷۹ میلادی) برای ادامه تحصیل به آمریکا رفت و هم‌اکنون در لس‌آنجلس اقامت دارد. در سال ۱۹۹۱ فصلنامه ادبی فروغ را به اتفاق یکی از دوستانش در لس آنجلس بنیان گذاشت. این نشریه به معرفی ادبیات زنان اختصاص داشت و تا سال ۱۹۹۳ به چاپ می‌رسید. در همین سال‌ها برگزیده‌ای از نمایشنامه‌های داریو فو را ترجمه کرد و در مجموعه‌ای به نام «یک زن، تنها» منتشر نمود. او متخصص و مشاور بین‌المللی تولید و نصب سیستم‌های نرم‌افزار کامپیوتری است.
مهرنوش از کوشندگان پیگیر در حرکت‌های مربوط به حقوق زنان و کودکان است و در انجمن زنان جنوب کالیفرنیا حضوری فعال دارد. او همچنین یکی از بنیان‌گذاران گروه ادبیی «دفترهای شنبه» است، که از سال ۱۹۹۲ در لس‌آنجلس شروع به کار کرد و هنوز به فعالیت خود ادامه می‌دهد.

## آثار
وی تا امروز سه مجموعه داستان به نام‌های «بریده‌های نور» ۱۳۷۳، «من و خواهرم کلارا» ۱۳۷۷ و «خاکستری» ۱۳۸۱ را به چاپ رسانده‌است.
همچنین وی در سال ۱۳۸۲ برگزیده‌ای از دو کتاب خود را در ایران تحت عنوان «غریبه‌ای در اتاق من» (با نام اصلی "غریبه‌ای در رختخواب من") به چاپ رسانده‌است. مجموعه «مادام ایکس» او در سال ۱۳۸۷ توسط نشر باران در سوئد منتشر شد. «انقلاب مینا» اولین رمان وی به زبان انگلیسی است که در سال ۱۳۹۴ منتشر شد.